# Carlo Cava
Carlo Cava (* 16. August 1928 in Ascoli Piceno; † 1. September 2018 in Viterbo) war ein italienischer Opernsänger der Stimmlage Bass. Er gilt als einer der bedeutendsten Bassisten seiner Zeit.

## Leben
Nach einem Studium der Chemie, das er an der Universität von Rom mit dem Staatsexamen abschloss, ließ sich Carlo Cava zum Sänger ausbilden.
1955 gewann er den ersten Preis bei einem Gesangswettbewerb in Spoleto,  wo er in Rossinis L’italiana in Algeri debütierte. In der gleichen Oper sang er 1959 an der Niederländischen Oper in Amsterdam.
Die Karriere des jungen Sängers entwickelte sich in Italien schnell: Schon 1959 sang er erstmals an der Mailänder Scala und an weiteren großen italienischen Bühnen. Sein Gebiet waren hauptsächlich die Rollen in den Opern von Giuseppe Verdi, Gioachino Rossini Claudio Monteverdi, Gaetano Donizetti und Giacomo Puccini. Ein Merkmal war seine besonders dunkle, kräftige Bassstimme.
1961 sang er an der Oper von Rom in der Uraufführung der Oper Amleto von Mario Zafred, 1966 wirkte er beim Maggio Musicale Fiorentino mit. 1965 sang er bei den Salzburger Festspielen den Banquo in Verdis Macbeth. 1961–1965 trat er mit L’incoronazione di Poppea, Die Zauberflöte, Figaros Hochzeit, Il barbiere di Siviglia und Anna Bolena bei den Festspielen von Glyndebourne auf, 1968 sang er in der Arena di Verona. Gastspiele an den großen Opernhäuser Europas folgten. 1973 feierte man ihn an der Scala als Boris Godunow in der Oper gleichen Namens von Mussorgsky.
Carlo Cava trat bis Mitte der 1980er-Jahre auf. Am 1. September 2018 starb er im Alter von 90 Jahren in Viterbo nach längerem Krankenhausaufenthalt an den Folgen eines Sturzes.

## Repertoire (Auswahl)
| Rolle           | Oper                      | Komponist               |
| --------------- | ------------------------- | ----------------------- |
| Oroveso         | Norma                     | Vincenzo Bellini        |
| Nourabad        | Les pêcheurs de perles    | Georges Bizet           |
| Dulcamara       | L’elisir d’amore          | Gaetano Donizetti       |
| Enrico VIII     | Anna Bolena               | Donizetti               |
| Raimondo        | Lucia di Lammermoor       | Donizetti               |
| Präfekt         | Linda di Chamounix        | Donizetti               |
| Seneca          | L’incoronazione di Poppea | Claudio Monteverdi      |
| Sarastro        | Die Zauberflöte           | Wolfgang Amadeus Mozart |
| Boris Godunov   | Boris Godunow             | Modest Mussorgsky       |
| Pimen           | Boris Godunow             | Mussorgsky              |
| Angelotti       | Tosca                     | Giacomo Puccini         |
| Don Basilio     | Der Barbier von Sevilla   | Gioachino Rossini       |
| Monsù Traversen | La gazzetta               | Rossini                 |
| Zaccaria        | Nabucco                   | Giuseppe Verdi          |
| Massimiliano    | I masnadieri              | Verdi                   |
| Ramfis          | Aida                      | Verdi                   |
| Banquo          | Macbeth (Verdi)           | Verdi                   |
| Padre Guardiano | La forza del destino      | Verdi                   |
| Alvaro          | Alzira                    | Verdi                   |
| Walter          | Luisa Miller              | Verdi                   |

## Aufnahmen
Unter seinen Plattenaufnahmen sind besonders zu erwähnen: Tosca mit Leontyne Price und Giuseppe di Stefano unter Karajan (1962), Il barbiere di Siviglia mit Victoria de los Ángeles und Sesto Bruscantini, Nabucco mit Elena Souliotis und Tito Gobbi unter Lamberto Gardelli (1965).